# Mexicope
Mexicope is een geslacht van pissebedden uit de familie Acanthaspidiidae. De wetenschappelijke naam is voor het eerst geldig gepubliceerd in 1985 door Hooker.

## Soorten
- Mexicope kensleyi Hooker, 1985
- Mexicope sushara Bruce, 2004
- Mexicope westralia Just, 2001